# Wikipédia en touvain
Wikipédia en touvain (en touvain : Тыва Википедия [Tıwa Vikipediya]) est l’édition de Wikipédia en touvain, langue caucasienne parlée dans la république de Touva en Russie. L'édition est lancée le 11 août 2013,,,. Son code est : tyv.
Au 20 mars 2025, l'édition en touvain contient 3 530 articles et compte 10 078 contributeurs, dont 16 contributeurs actifs et 1 administrateur.

## Présentation

Aire de diffusion du touvain au sein des langues turciques sibériennes.

## Statistiques
- Le 13 mars 2015, l'édition en touvain compte 1 000 articles et 1 845 utilisateurs enregistrés[5], ce qui en fait la 236e[6] édition linguistique de Wikipédia par le nombre d'articles et la 280e[7] par le nombre d'utilisateurs enregistrés, parmi les 287 éditions linguistiques actives.
- Le 6 novembre 2022, elle contient 3 378 articles et compte 8 260 contributeurs, dont 15 contributeurs actifs et 1 administrateur.
- Le 30 septembre 2024, elle contient 3 543 articles et compte 9 751 contributeurs, dont 13 contributeurs actifs et 1 administrateur.